# Д'Антрекасто (острови)
Д'Антрекасто (на английски: d'Entrecasteux Islands) са група вулканични острови в югозападната част на Соломоново море на Тихия океан, намиращи се източно от остров Нова Гвинея. Те са владение на Папуа Нова Гвинея и съставляват част от провинция Милн Бей. Площта им е 3145 km², а населението през 2000 г. – 63 300 души.
Островите д'Антрекасто са разположени източно от полуостров Папуа на остров Нова Гвинея, от който ги отделят протоците Уърд Хант (ширина 28 km) на север и Гошен (ширина 16 km) на юг. Простират се от северозапад на югоизток на около 160 km и се състоят от три големи острова – Гуденаф (на север, 687 km²), Фергюсън (в средата, 1437 km²) и Норманби (на юг, 1040 km²), разделени съответно от протоците Морсби и Доусън. Освен тях има и множество по-малки острови (най-голям сред тях е Санароа, 40 km²) и морски скали. Релефът им е предимно планински с височина до 2536 m (връх Винеуо, на остров Гуденаф). Има няколко угаснали вулкана, действащи кални вулкани и многочислени термални извори. Климатът е субекваториален, горещ и влажен. През 2000 г. населението на островите наброява 63 300 души, като негов основен поминък е отглеждането на кокосови палми и ловът на бисерни миди.
Островите са открити през юни 1793 г. от френския мореплавател Жозеф Антуан д'Антрекасто и по-късно са наименувани в негова чест. През 1874 г. британският морски топограф Джон Морсби детайлно изследва и картира архипелага, като открива и наименува трите най-големи острова и протоците между тях.